# ضایعه جین‌وی
ضایعات پوستی جین‌وی (انگلیسی: Janeway lesions) ضایعات پوستی نادر، غیر حساس، کوچک اریتماتوز یا خونریزی‌دهنده ماکولار، پاپولار یا ندولار روی کف دست یا پاها به قطر تنها چند میلی‌متر هستند که با آندوکاردیت عفونی همراه هستند و اغلب از گره‌های آسلر قابل تشخیص نیستند. این نشانه پزشکی نامش را از پزشک و آسیب‌شناس نامدار آمریکایی ادوارد جین‌وی می‌گیرد که هم‌عصر سِـر ویلیام آسلر بود.
از نظر آسیب‌شناختی، ضایعه به صورت میکروآبسه درم با نکروز مشخص و ارتشاح التهابی که اپیدرم را درگیر نمی‌کند، توصیف می‌شود.
ضایعات جین‌وی توسط آمبولی‌های سپتیک ایجاد می‌شوند که باکتری‌ها را رسوب می‌دهند و میکروابسه ایجاد می‌کنند. حتی ممکن است بتوان ارگانیسم‌ها را از ضایعات جدا و کشت داد.
ضایعات پوستی جین‌وی به صورت لکه‌های قرمز و بدون درد و پاپول روی کف دست و پا ظاهر می‌شوند. و ممکن است روزها تا هفته‌ها طول بکشد تا  کاملاً برطرف شوند.
ضایعات جین‌وی چندان شایع نیستند و اغلب نیز از گره‌های آسلر قابل تشخیص نیستند. این نشانهٔ پوستی به ندرت در موارد لوپوس منتشر (SLE)، گونوکوسمی (سوزاک منتشر)، کم‌خونی همولیتیک و حصبه گزارش شده است.